# Köttewitz
Köttewitz ist ein Ortsteil der Stadt Dohna im Landkreis Sächsische Schweiz-Osterzgebirge, Sachsen. Er gehört zur Ortschaft Meusegast.

## Geographie und Verkehr

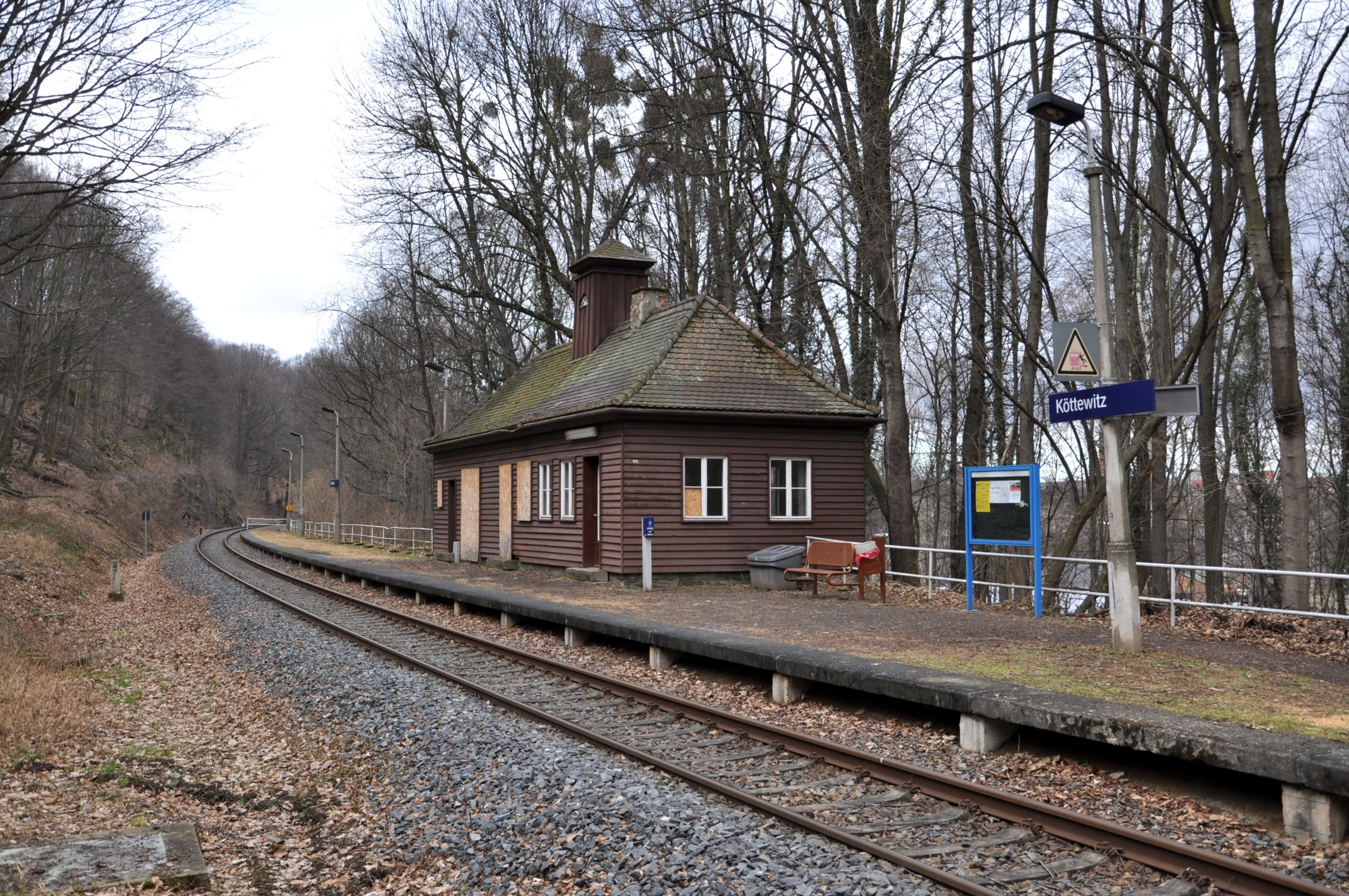
Haltepunkt Köttewitz

Köttewitz liegt zwei Kilometer südöstlich der Dohnaer Altstadt. Es befindet sich auf der Hochfläche zwischen Müglitz im Westen und Seidewitz im Osten südlich des Elbtalkessels. Köttewitz liegt an einem kleinen Bach, der nach Norden zur Müglitz hin abfließt. Die Fluren um Köttewitz werden mit Ausnahme der bewaldeten Steillagen landwirtschaftlich genutzt.
Angrenzende Dohnaer Ortsteile sind Meusegast im Südosten und Krebs im Osten sowie das Stadtzentrum Dohnas im Nordwesten. Nordöstlich benachbart ist der Heidenauer Stadtteil Großsedlitz. Südwestlich grenzt der Müglitztaler Ortsteil Weesenstein an. Nächste Orte in westlicher Richtung sind Falkenhain und Ploschwitz, die ebenfalls zur Gemeinde Müglitztal gehören.
Köttewitz liegt an der Alten Dresden-Teplitzer Poststraße. Sie ist die Verkehrsverbindung ins Seidewitztal beim Pirnaer Stadtteil Zuschendorf sowie ins Dohnaer Stadtzentrum. Die Kreisstraße 8763 führt außerdem über Meusegast nach Burkhardswalde. Die Adresse der Häuser lautet wegen der geringen Größe des Ortes schlicht Köttewitz, ergänzt durch die jeweilige Hausnummer. An den ÖPNV ist Köttewitz über die Buslinie 204 des RVSOE angebunden. Nach Köttewitz benannt ist außerdem ein Bedarfshaltepunkt an der Müglitztalbahn, der jedoch mehr als einen Kilometer vom eigentlichen Ort Köttewitz entfernt liegt. Unmittelbar westlich der Ortslage führt die Müglitztalbahn durch den Tunnel Köttewitz. Die Bundesautobahn 17 führt nordöstlich an Köttewitz vorbei, die nächste Anschlussstelle Pirna befindet sich einen Kilometer nördlich des Ortes.

## Geschichte

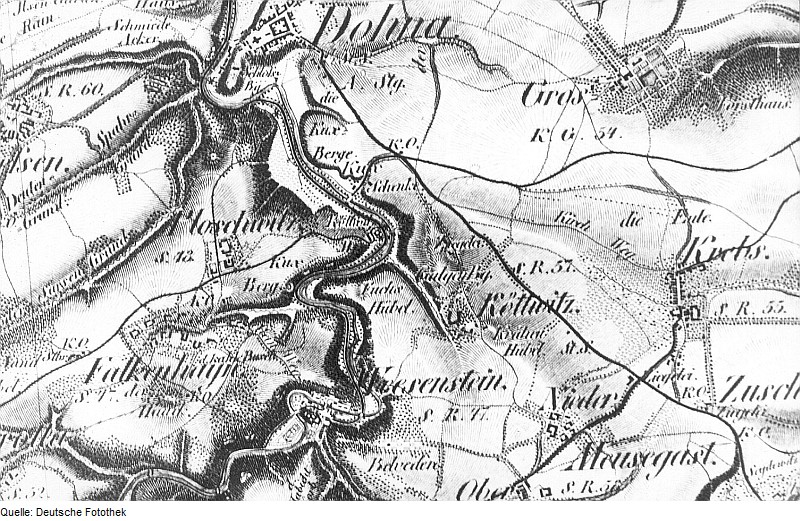
„Köttwitz“ auf einer Karte aus dem 19. Jahrhundert

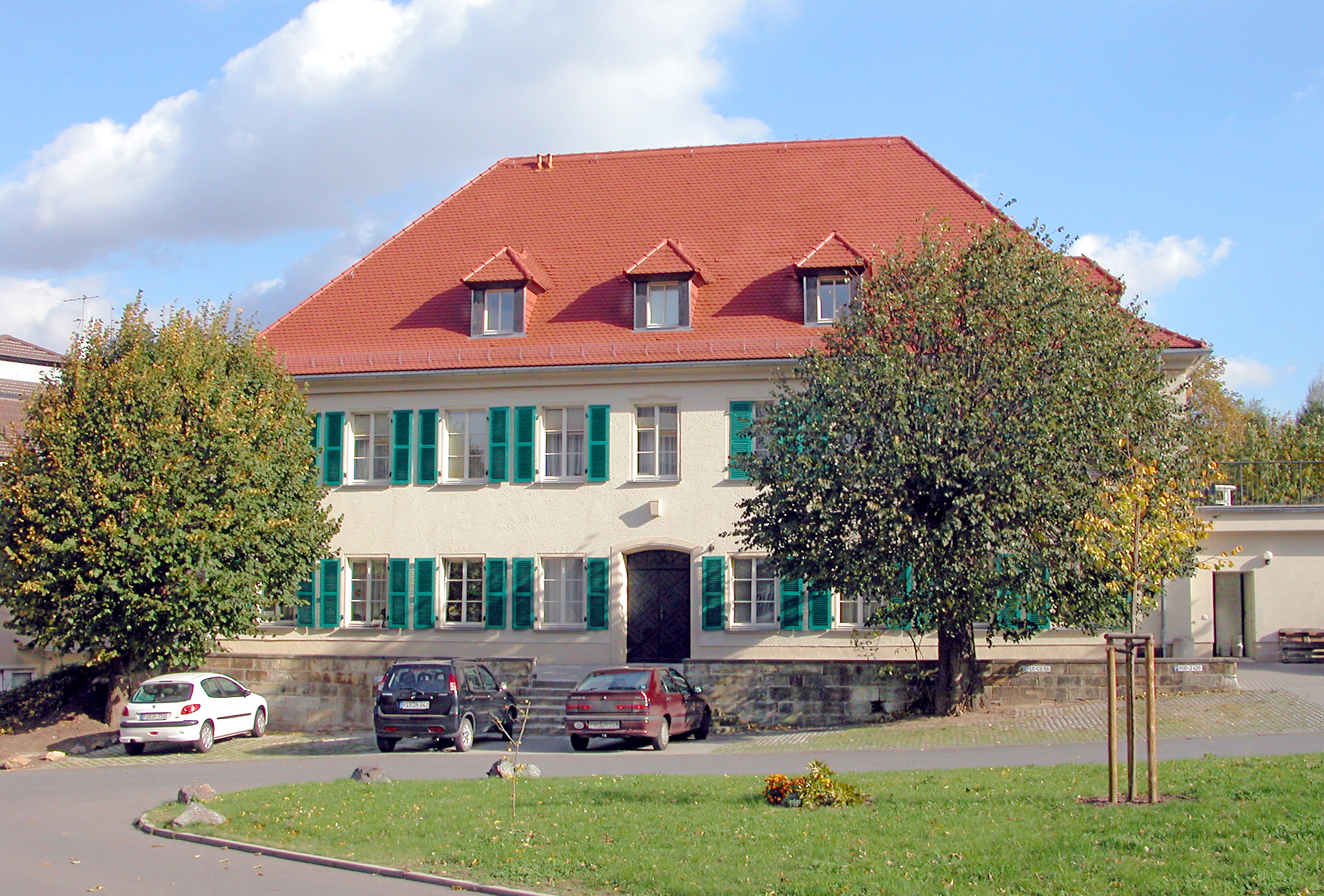
Herrenhaus des ehem. Ritterguts Köttewitz, hier Altenpflegeheim

Die dem Ortsnamen Köttewitz zugrundeliegende altsorbische Urform dürfte *Chotěnici oder *Chotimici lauten und auf Chotěn oder Chotim, den Vornamen eines slawischen Lokators, zurückgehen. Er bedeutet somit „Siedlung der Leute eines Chotěn oder Chotim“. Erstmals erwähnt wurde der Ort 1288 als „Villa Kothennitz“. In den folgenden Jahrhunderten waren vielfältige Schreibweisen in Gebrauch, darunter „Kathemicz“, „Kotenicz“, „Kothemitz“, „Kattenitz“, „Kottenmicz“, „Koetwitz“ und „Katewitz“. Zur Unterscheidung vom damals ebenfalls „Köttewitz“ geschriebenen Kettewitz in der Gemeinde Klipphausen hieß der Ort 1791 „Köttewitz bei Meusegast“. Noch 1875 war neben der heutigen Schreibweise die Form „Köttwitz“ in Gebrauch.
Köttewitz entstand als Gutssiedlung mit einer Gutsblockflur. Bereits 1497 lag ein Vorwerk im Ort. Es entwickelte sich im 16. Jahrhundert zu einem Rittergut, dessen Besitzer in Köttewitz die Grundherrschaft ausübten. Unter anderem unterstand das Rittergut zeitweise den Familien von Friesen, von Karras, Bünau und Loeben. Seit dem 19. Jahrhundert gehörte Köttewitz als Hausgut den sächsischen Königen; der Besitz von Köttewitz war lose mit dem Besitz von Weesenstein und Meusegast verbunden. Der letzte albertinische Besitzer von Köttewitz war Prinz Johann Georg von Sachsen. Er hatte in den 1890er Jahren das Rittergut an Robert von Lippe (1844–1924) verpachtet und verkaufte es nach dem Ersten Weltkrieg an die bürgerliche Familie Bauer. Das im 17. Jahrhundert errichtete Herrenhaus wurde 1939 sowie 2002 umgebaut und dient heute als Pflegeheim.
Die Verwaltung von Köttewitz oblag zunächst der Pflege Dohna, seit dem 16. Jahrhundert dem Amt Pirna und 1856 dann dem Gerichtsamt Pirna. Auf Grundlage der Landgemeindeordnung von 1838 erlangte Köttewitz Selbständigkeit als Landgemeinde. Diese war 1875 Teil der Amtshauptmannschaft Pirna. Die Gemarkung Köttewitz hatte im Jahre 1900 eine Ausdehnung von rund 121 Hektar. In der Zeit der DDR gehörte sie ab 1952 zum Kreis Pirna. Am 1. Januar 1970 erfolgte der Zusammenschluss mit dem Nachbarort Krebs zur neuen Gemeinde Köttewitz-Krebs, die am 1. März 1994 nach Dohna eingemeindet wurde.

## Einwohnerentwicklung
| Jahr    | Einwohner                         |
| ------- | --------------------------------- |
| 1548/51 | 5 Gärtner, 11 Inwohner            |
| 1748    | 8 Gärtner, 2 Häusler, 3 Wüstungen |
| 1834    | 123                               |
| 1871    | 153                               |
| 1890    | 234                               |
| 1910    | 155                               |
| 1925    | 202                               |
| 1939    | 248                               |
| 1946    | 250                               |
| 1950    | 285                               |
| 1964    | 253                               |
| 1990    | 417                               |